# Eleição municipal de Maceió em 2024
A eleição municipal da cidade brasileira de Maceió em 2024 ocorreu no dia 6 de outubro (primeiro turno) com o objetivo de eleger um prefeito, um vice-prefeito e 21 vereadores responsáveis pela administração da cidade no mandato a se iniciar em 1° de janeiro de 2025 e com término em 31 de dezembro de 2028. Se o candidato mais votado não atingisse metade dos votos (50%) mais um, haveria um segundo turno no dia 27 de outubro (domingo). O prefeito titular era JHC, do PL, que esteve apto pela legislação eleitoral para disputar a reeleição.

## Contexto

### Eleições anteriores

#### Eleição municipal de 2020
Na eleição de 2020, dez candidatos disputaram para o cargo de prefeito, sendo que chegaram ao segundo turno JHC, do PSB, e Alfredo Gaspar de Mendonça (MDB).
JHC foi eleito com 222.147 votos (58,64%) contra 156.704 votos (41,36%) de seu concorrente direto, Alfredo Gaspar.

#### Eleições gerais de 2022
No primeiro turno das eleições presidenciais, Jair Bolsonaro (PL) recebeu 240.053 votos (49,59%) e Luiz Inácio Lula da Silva (PT) recebeu 195.714  votos (40,43%) dos eleitores maceioenses, o que fez desta capital a única do Nordeste brasileiro em que Bolsonaro ficou em primeiro lugar. 1,84% eleitores votaram branco e 3,14% nulo para presidente. Nas eleições para o governo do Alagoas, Paulo Dantas (MDB) recebeu 145.225 votos (34,05%), enquanto Rodrigo Cunha (UNIÃO) recebeu 115.841 votos (27,16%) dos eleitores maceioenses. Apenas 5,30% eleitores votaram branco e 10,54% anularam seu voto para o governo do Estado.
Já no segundo turno, Jair Messias Bolsonaro (PL) recebeu 273.549 votos (57,18%) e Luiz Inácio Lula da Silva (PT) recebeu 204.887 votos (42,82%) dos eleitores maceioenses. Os votos brancos e nulos para presidente somaram 6,7% do total no município.

### Eleitorado
Em junho de 2024, Maceió contava com cerca de 633.049 pessoas aptas a votar, cerca de 66,09% da população total da cidade (957.916), segundo o Censo demográfico do Brasil de 2022. A cidade é dividida em 5 zonas eleitorais (1ª, 2ª, 3ª, 33ª e 54ª). Os eleitores tiveram até o dia 8 de maio para fazer a 1ª via ou a regularização do título junto ao cadastro biométrico.

## Calendário eleitoral
| Início        | Fim           | Atividades | Status    |
| ------------- | ------------- | --- | --------- |
| 7 de março    | 5 de abril    | Janela partidária para vereadores trocarem de partido visando concorrer às eleições sem perder o mandato. | Realizado |
| 6 de abril    | 6 de abril    | Data-limite para todas as legendas e federações partidárias obterem o registro dos estatutos no TSE e para todos os candidatos terem domicílio eleitoral na circunscrição em que desejam disputar as eleições com a filiação deferida pelo partido. | Realizado |
| 15 de maio    | 15 de maio    | Início da campanha de arrecadação prévia de recursos na modalidade de financiamento coletivo para pré-candidatos, sem realização de pedidos de voto e obedecendo a regras relativas à propaganda eleitoral na Internet.                             | Realizado |
| 20 de julho   | 5 de agosto   | Realização de convenções partidárias para deliberar sobre coligações e escolher candidatos às prefeituras e aos cargos de vereador. Os partidos têm até 15 de agosto para registrar os nomes na Justiça Eleitoral.                                  | Realizado |
| 16 de agosto  | 16 de agosto  | Início das campanhas eleitorais de forma igualitária, podendo qualquer publicidade ou manifestação com pedido explícito de voto antes da data ser considerada irregular e multada.                                                                  | Realizado |
| 30 de agosto  | 3 de outubro  | Veiculação da propaganda eleitoral gratuita no rádio e na televisão. | Realizado |
| 6 de outubro  | 6 de outubro  | Realização do primeiro turno das eleições municipais. | Realizado |
| 11 de outubro | 25 de outubro | Veiculação da propaganda eleitoral gratuita no rádio e na televisão para o segundo turno. | Realizado |
| 27 de outubro | 27 de outubro | Realização de um eventual segundo turno nas cidades com mais de 200 mil eleitores em que o candidato a prefeito mais votado não tenha atingido a metade mais um dos votos válidos.                                                                  | Realizado |

## Candidaturas

### Quadro de candidaturas
| Nº | Prefeito(a)  | Prefeito(a)                | Prefeito(a)       | Prefeito(a)                                    | Vice-prefeito(a) | Vice-prefeito(a) | Vice-prefeito(a) | Vice-prefeito(a)  | Vice-prefeito(a)                      | Vereadores                                                                           | Coligação                                                    | Ref.          |
| Nº | Candidato(a) | Candidato(a)               | Partido Federação | Cargos relevantes                              | Candidato(a)     | Candidato(a)     | Candidato(a)     | Partido Federação | Cargos relevantes                     | Vereadores                                                                           | Coligação                                                    | Ref.          |
| -- | ------------ | -------------------------- | ----------------- | ---------------------------------------------- | ---------------- | ---------------- | ---------------- | ----------------- | ------------------------------------- | ------------------------------------------------------------------------------------ | ------------------------------------------------------------ | ------------- |
| 15 |              | Rafael Brito               | MDB               | - Deputado federal por Alagoas                 |                  |                  | Gaby Ronalsa     | PV FE Brasil      | - Vereadora de Maceió (2021–presente) | - MDB: 28 - PSB: 28 - PDT: 28 - PSD: 28 - FE BRASIL (PT, PV e PCdoB): 27             | - MDB - PSB - PDT - PSD - FE BRASIL (PT, PV e PCdoB)         | [ 11 ]        |
| 22 |              | João Henrique Caldas (JHC) | PL                | - Prefeito de Maceió                           |                  |                  | Rodrigo Cunha    | PODE              | - Senador por Alagoas (2019–presente) | - PL: 28 - PODE: 29 - PP: 24 - UNIÃO: 28 - Fe. PSDB Cidadania: 10 - Republicanos: 17 | - PL - PODE - PP - UNIÃO - Fe. PSDB Cidadania - Republicanos | [ 12 ]        |
| 29 |              | Nina Tenório               | PCO               | - Vendedora de Comércio Varejista              |                  |                  | Liu Soares       | PCO               | - Estudante                           | - PCO: Não lançará candidatos                                                        | - PCO                                                        | [ 13 ]        |
| 77 |              | Lobão                      | Solidariedade     | - Vereador de Maceió (2017–2021)               |                  |                  | Danubia Barbosa  | Solidariedade     | - Socióloga                           | - Solidariedade: 28 - PMB: Não lançará candidatos - Avante: Não lançará candidatos   | - Solidariedade - PMB - Avante                               | [ 14 ] [ 15 ] |
| 80 |              | Lenilda Luna               | UP                | - Jornalista; - Servidora pública; - Pedagoga. |                  |                  | Vânia Gomes      | UP                | - Catadora de materiais recicláveis.  | - UP: Não lançará candidatos                                                         | - UP.                                                        | [ 16 ] [ 17 ] |

### Desistências
- Ricardo Barbosa (PT);[carece de fontes?]
- Rony Camelinho (Agir): Teve candidatura indeferida por não prestar contas de campanha eleitoral quando concorreu a cargo de deputado federal de 2022. O mesmo estava recorrendo da decisão, mas anunciou a renúncia antes do resultado.[18][19]

## Resultados

### Prefeito
Fonte: TSE
| Candidato(a) a prefeito(a) | Candidato(a) a vice-prefeito(a) | 1º turno 6 de outubro de 2024 | 1º turno 6 de outubro de 2024 |
| Candidato(a) a prefeito(a) | Candidato(a) a vice-prefeito(a) | Votação                       | Votação                       |
| Candidato(a) a prefeito(a) | Candidato(a) a vice-prefeito(a) | Total                         | %                             |
| -------------------------- | ------------------------------- | ----------------------------- | ----------------------------- |
| JHC (PL)                   | Rodrigo Cunha (PODE)            | 379.544                       | 83,25%                        |
| Rafael Brito (MDB)         | Gaby Ronalsa (PV)               | 58.084                        | 12,74%                        |
| Lenilda Luna (UP)          | Vânia Gomes (UP)                | 9.354                         | 2,05%                         |
| Lobão (Solidariedade)      | Danúbia Barbosa (Solidariedade) | 8.576                         | 1,88%                         |
| Nina Tenório (PCO)         | Liu Soares (PCO)                | 360                           | 0,08%                         |
| Total de votos válidos     | Total de votos válidos          | 455.918                       | 100%                          |
| → Votos válidos            | → Votos válidos                 | 455.918                       | 92,46%                        |
| → Votos brancos            | → Votos brancos                 | 13.585                        | 2,76%                         |
| → Votos nulos              | → Votos nulos                   | 23.583                        | 4,78%                         |
| Total de votos             | Total de votos                  | 493.086                       | 100%                          |
| → Total de votos           | → Total de votos                | 493.086                       | 77,92%                        |
| → Abstenções               | → Abstenções                    | 139.726                       | 22,08%                        |
| Eleitores aptos a votar    | Eleitores aptos a votar         | 632.812                       | 100%                          |

### Vereadores
| Nome                  | Partido        | Número de Votos |
| --------------------- | -------------- | --------------- |
| Luciano Marinho       | PL             | 14.780          |
| Davi Davino           | PP             | 14.694          |
| Zé Márcio Filho       | MDB            | 14.038          |
| Galba Netto           | PL             | 14.023          |
| Marcelo Palmeira      | PL             | 10.943          |
| Leonardo Dias         | PL             | 10.274          |
| Milton Ronalsa        | PSB            | 10.129          |
| Teca Nelma            | PT (FE BRASIL) | 9.969           |
| Kelmann               | MDB            | 9.840           |
| Chico Filho           | PL             | 9.607           |
| Brivaldo Marques      | PL             | 8.671           |
| Cal Moreira           | PL             | 7.964           |
| Siderlane Mendonça    | PL             | 7.367           |
| Allan Pierre          | MDB            | 7.155           |
| Aldo Loureiro         | PDT            | 7.132           |
| Delegado Thiago Prado | PP             | 6.802           |
| Olívia Tenório        | PP             | 6.669           |
| Silvania Barbosa      | SOLIDARIEDADE  | 6.464           |
| Jeannyne Beltrão      | PL             | 6.362           |
| Fatima Santiago       | MDB            | 6.257           |
| Thales Diniz          | PSB            | 5.833           |
| Eduardo Canuto        | PL             | 5.696           |
| Rui Palmeira          | PSD            | 5.498           |
| Jonatas Omena         | PL             | 5.486           |
| David Empregos Al     | UNIÃO          | 5.421           |
| Samyr Malta           | PODE           | 5.321           |
| Silvio Camelo Filho   | PV (FE BRASIL) | 5.311           |